# Ioan Popoviciu
Ioan Popoviciu (n. 1885, Cozia, comuna Cârjiți, comitatul Hunedoara, Regatul Ungariei – d. 1961, Deva, Republica Populară Romînă) a fost învățător  și delegat al cercului electoral Deva la Marea Adunare Națională de la Alba Iulia din 1 decembrie 1918

## Biografie
Ioan Popoviciu a urmat școala primară în sat, apoi gimnaziul la Deva și Institutul pedagogic la Sibiu.
A fost învățător la Sântandrei. După Unire a fost numit director la Școala primară din Deva.